# Шугаников, Владимир Анатольевич
Владимир Анатольевич Шугаников — рядовой Вооружённых Сил СССР, участник войны в Афганистане, погиб при исполнении служебных обязанностей, кавалер ордена Красной Звезды (посмертно).

## Биография
Родился 23 сентября 1962 года в городе Бабаево Вологодской области.
После окончания средней школы поступил в профессионально-техническое училище № 28 города Вологды. Завершив обучение, трудился на Вологодском подшипниковом заводе. 3 октября 1982 года Шугаников был призван на службу в Вооружённые Силы СССР Вологодским городским военным комиссариатом. В июне 1983 года для дальнейшего прохождения службы он был направлен в Демократическую Республику Афганистан. Служил водителем бронетранспортёра в одной из частей ограниченного контингента советских войск.
Шугаников принимал активное участие в 24 рейсах, доставляя вооружение и прочие ценные грузы. Неоднократно подвергался нападениям моджахедов, рисковал собственной жизнью. 13 сентября 1984 года при выполнении очередного рейса машина Шуганикова была обстреляна. Водитель пытался вывести её в безопасное место, однако из-за детонации боеприпасов произошёл взрыв, и рядовой Шугаников получил смертельные ранения, от которых вскоре скончался.
Похоронен на кладбище в городе Бабаево Вологодской области.
Указом Президиума Верховного Совета СССР рядовой Владимир Анатольевич Шугаников посмертно был удостоен ордена Красной Звезды.

## Память
- В честь Шуганикова названа улица в городе Бабаево Вологодской области, на одном из домов установлена аннотационная доска.
- Имя Шуганикова увековечено на памятнике погибшим в Афганистане, установленном в Вологде.
- Мемориальная доска в память о Шуганикове установлена на здании школы, где он учился[5].